# Bogdan Klich

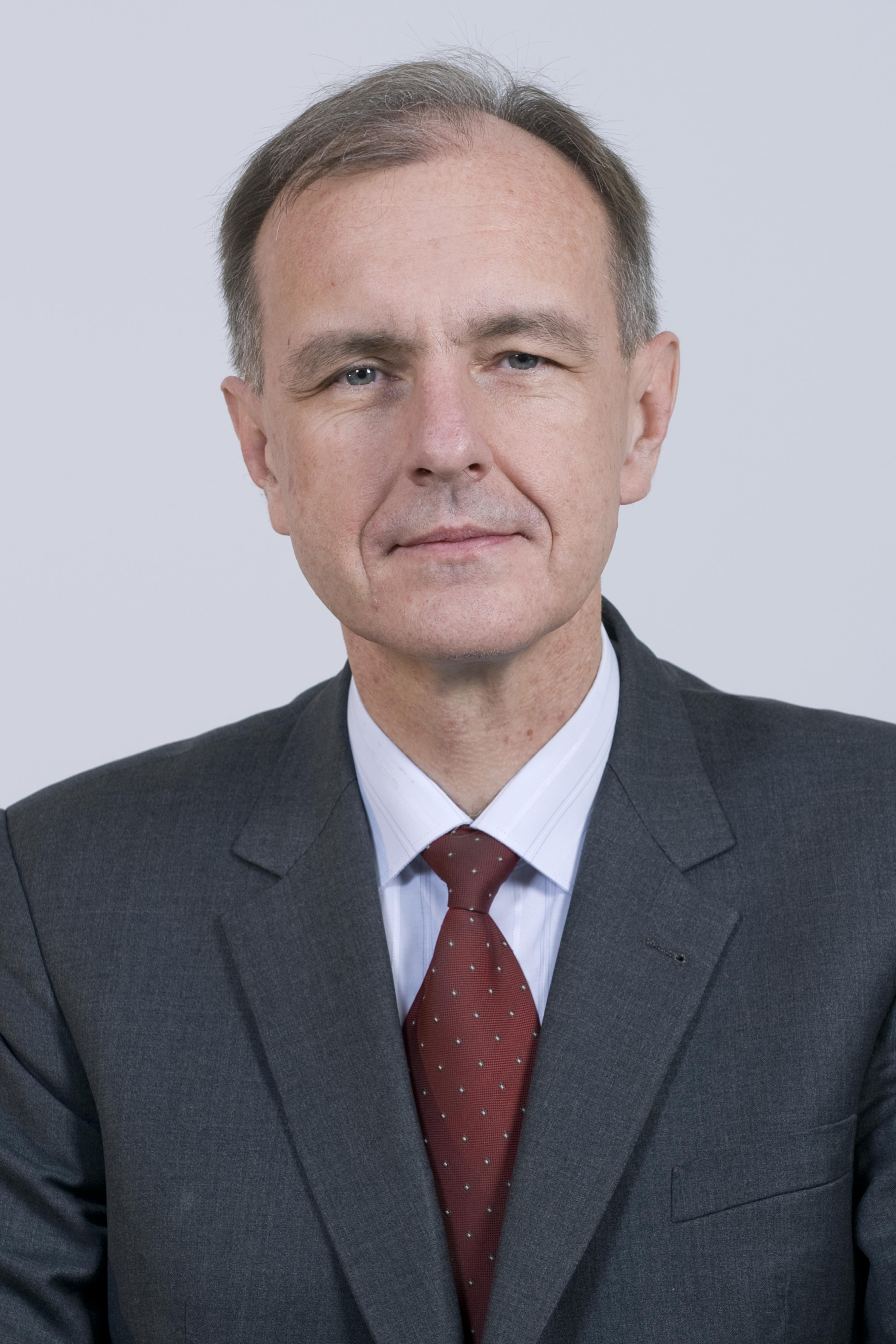
Bogdan Klich

Bogdan Adam Klich (n. 8 mai 1960, Cracovia, Polonia) este un om politic polonez, membru al Parlamentului European în perioada 2004-2009 din partea Poloniei. 
1. ↑   http://www.europarl.europa.eu/meps/en/23780/BOGDAN_KLICH/history/6, accesat în 26 ianuarie 2019 Lipsește sau este vid: |title= (ajutor)
2. 1 2  Deputații în Parlamentul European